# Chinatown (California)
Chinatown è una comunità non incorporata nella Contea di Mono in California. Si trova ad un'altezza di 8405 piedi, pari a 2562 m.